# Travailleur à tête rouge
Quelea erythrops
Espèce
Statut de conservation UICN

 LC  : Préoccupation mineure
Le Travailleur à tête rouge (Quelea erythrops), aussi appelé Quéléa à tête rouge ou Tisserin à tête rouge, est une espèce d'oiseau de la famille des plocéidés.